# عثمان زناتي
عثمان بن زناتي بن سراج الحسني (1863 - 1940) شاعر ومدرّس مصري. ولد في بلدة بني عبيد في المنيا لعائلة هاشمية حسنية ونشأ بها. حفظ القرآن أولًا ثم انتقل إلى القاهرة سنة 1875، واستكمل دراسته في الأزهر حتى حصل على شهادة العالمية. عمل مدرّسًا في عدة مدارس بالقاهرة. . توفي فيها عن 77 عامًا. يعد من الشعراء البارزين في عصر الخديوي برغم أنه مقلًا في نظم

## سيرته
هو عثمان بن زناتي بن سراج بن مدين، وينتهي نسبه إلى الحسن بن علي. ولد في شهر ذو القعدة 1279/ مايو 1863 وقيل 1275 هـ/ 1858 في بلدة بني عبيد في المنيا بإيالة مصر العثمانية، ونشأ بها. حفظ القرآن ثم ذهب إلى القاهرة سنة 1292 والتحق بالأزهر. تلقى علومه على مشاهير علماء عصره، وبعد تخرجه من الأزهر عيّن مدرّسًا في مدرسة باب الشعرية الأميرية، ثم تنقل في مدارس مختلفة إلى أن عيّن مدرّسًا بالمدرسة الحربية سنة 1898. وتتلمذ عليه فيها محمد سعيد العباسي وكان بينهما علاقة وثيقه ومراسلات بعد عودة العباسي إلى وطنه، السودان.

توفي سنة 1359 هـ/ 1940 وقيل 1302 هـ/ 1934 م في القاهرة عاصمة المملكة المصرية.

## أدبه
رغب إلى الأدب منذ دراسته في الأزهر، فحفظ أشعار العرب، وابتدأ بنظم الشعر وعمره ستة عشر عامًا. قال عنه محمد زكي مجاهد «كان من مبرزي الشعراء في عصره، شائق اللفظ، شريف المعنى، يتفجر العلم والأدب من صدره وشعره، جمع بين الأدب الرائع والحكمة العالية، ولم يهج أحدًا قط، ومدحه قليل، وترك الشعر بعد الثلاثين، إلا ما دعت إليه الضرورة... كان شاعرًا مقلًا جرى في غبار البارودي وحاكاه في أسلوبه العربي الرصين وفي التشبية بشعراء الجاهلية.»
 جاء عنه في معجم البابطين «شاعر مقل، نظم فيما اشتهر من أغراض الشعر في عصره، يغلب على قصائده الحكمة التي تتجلى في قصيدته «شكوى الأهل والزمن» التي تكاد تشكل مفتاحًا لعالمه الشعري واختزالاً لتجربته، له مدائح ومراث لرجال عصره، منها مدحته لسعد زغلول ومرثيته لعبدالله فكري.»  ومن شعره «هي النفس»: